# Ditrichophora nigrithorax
Ditrichophora nigrithorax är en tvåvingeart som först beskrevs av Becker 1926.  Ditrichophora nigrithorax ingår i släktet Ditrichophora och familjen vattenflugor. Arten är reproducerande i Sverige. Inga underarter finns listade i Catalogue of Life.